# موش هوپر
موش هوپر (نام علمی: Peromyscus hooperi) نام یک گونه از سرده موش‌های آهویی است.